# Grewia cyclopetala
Grewia cyclopetala är en malvaväxtart som beskrevs av Heinrich Wawra och Peyr.. Grewia cyclopetala ingår i släktet Grewia och familjen malvaväxter. Inga underarter finns listade i Catalogue of Life.